# Eeben Barlow
Trung tá Eeben Barlow là một cựu binh của Lực lượng Phòng vệ Nam Phi và là phó chỉ huy cánh Trinh sát của Tiểu đoàn 32 tinh nhuệ.  Sau đó, ông phục vụ trong Tình báo Quân đội với vai trò là điều phối điệp viên và sau đó là chỉ huy khu vực và đặc vụ thuộc Cục Hợp tác Dân sự (CCB), một cơ quan bí mật của Lực lượng Đặc nhiệm. Ông thành lập nhà thầu quân sự tư nhân (PMC) mang tên Executive Outcomes (EO) vào năm 1989 và tham gia cung cấp lực lượng chống phiến quân cũng như gìn giữ hòa bình ở Châu Phi và Châu Á.   Barlow đã từ chức giám đốc Executive Outcomes vào tháng 7 năm 1997 và công ty đã giải thể vào ngày 31 tháng 12 năm 1998.  Barlow cũng là cựu chủ tịch của STTEP, đồng thời tham gia giảng dạy về quân sự tại các trường cao đẳng và đại học quốc phòng.   Một số người coi Eeben Barlow là ông tổ của ngành quân sự tư nhân hiện đại với tư cách người sáng lập Executive Outcomes .   Shannon Sedgwick Davis đã tuyên bố trong cuốn sách của bà về một liên minh nhằm ngăn chặn những hành động tàn bạo của Joseph Kony thuộc Quân đội Kháng chiến của Chúa (nhóm người đầu tiên bị Tòa án Hình sự Quốc tế truy tố), "Eeben Barlow và đội ngũ huấn luyện thân mến, mồ hôi và sự hy sinh của các bạn đã giúp cứu mạng biết bao người, cảm ơn các bạn."  

## Nghiệp nhà binh
Sinh ra ở Bắc Rhodesia (nay là Zambia ), Barlow bắt đầu đi học tại Francistown, Botswana và chuyển đến Nam Phi vào giữa thập niên 1960.  Sau khi tốt nghiệp phổ thông năm 1972, ông gia nhập Lực lượng Phòng vệ Nam Phi (SADF). Ông được giao nhiệm vụ tại Quân đoàn Công binh Nam Phi, nơi ông giữ chức Chỉ huy Công binh của Tiểu đoàn Bộ binh 53 và 54 ở Quân khu Tây Nam Phi. Barlow sau đó được tuyển dụng để phục vụ trong Tiểu đoàn Lực lượng Đặc biệt số 32 ở Angola . Mặc dù Tiểu đoàn 32 hoạt động độc lập, SADF vẫn hỗ trợ phong trào nổi dậy UNITA (với sự viện trợ của Washington và Pretoria). Sau đó, ông được phân công đến Cục Tình báo Quân sự của SADF và sau đó đến Cục Hợp tác Dân sự (CCB), nơi ông chỉ huy Khu vực 5, một khu vực bao gồm châu Âu và Trung Đông.

## Vai trò trong chế độ Apartheid ở Nam Phi
Vào giữa những năm 1980, một số lượng lớn phiến quân Nam Phi (chủ yếu là người da đen) đã vượt biên bằng cách vượt biên giới Nam Phi vào Eswatini, Botswana, Mozambique, Malawi, Zimbabwe hoặc Zambia, nơi họ được phép nương náu tị nạn. Nhiều người tị nạn này sau đó được huấn luyện quân sự ở Liên Xô và các quốc gia vệ tinh nhằm thực hiện bạo lực vũ trang để lật đổ chính quyền apartheid của người da trắng ở Nam Phi.
Là một thành viên Tình báo Quân đội, Barlow được giao thâm nhập và đột nhập vào các ổ nhóm kháng chiến trên để thu thập thông tin tình báo về các hoạt động và kế hoạch của các nhóm trên. Về sau, với tư cách là thành viên của CCB, Barlow trong địa bàn hoạt động được giao nhiệm vụ gây rối và thu thập thông tin tình báo ở châu Âu và Trung Đông.

## Sự nghiệp quân sự tư nhân
Năm 1989, Barlow thành lập công ty Executive Outcomes (EO).  Executive Outcomes ban đầu huấn luyện Lực lượng đặc biệt của SADF về kĩ năng hoạt động bí mật và thu thập thông tin tình báo. Ông cũng được ký hợp đồng thành lập và đào tạo một nhóm bí mật cho công ty kim cương De Beers ở Botswana, Debswana, với mục đích thâm nhập và đột nhập vào các tổ chức mua và buôn lậu kim cương bất hợp pháp.
Năm 1993, công ty Executive Outcomes đã ký hợp đồng cung cấp dịch vụ an ninh cho Ranger Oil tại thị trấn Soyo, phía bắc Angola, nơi Ranger Oil đang cố gắng thu hồi thiết bị khoan được cất giữ trên bến cảng đang nằm dưới sự kiểm soát của phiến quân UNITA . Để đạt được điều này, Barlow đã tuyển dụng những người vừa bị cắt hợp đồng từ các đơn vị tinh nhuệ của SADF cũng như Koevoet. Do hành động tuyển dụng này, Executive Outcomes đã trở thành mục tiêu của một chiến dịch bôi nhọ do Cục Tình báo Quân sự và Bộ Ngoại giao Nam Phi, và giới truyền thông đi đầu.
Ngay sau đó, Executive Outcomes đã được trao hợp đồng hỗ trợ Lực lượng vũ trang Angola (FAA) trong đào tạo, tư vấn chiến lược và chiến thuật trong nỗ lực chấm dứt chiến tranh với UNITA. Bất chấp liên tục hứng chịu chiến dịch bôi nhọ, Executive Outcomes đã hoàn thành hợp đồng và chỉ trong vòng một năm, UNITA đã gần như bị tiêu diệt trên chiến trường. Điều này dẫn đến việc ký kết Nghị định thư Lusaka.
Executive Outcomes cũng đã hỗ trợ chính phủ Sierra Leone trong việc tiêu diệt phong trào nổi loạn RUF ở nước này.
Barlow và công ty của mình cũng đã hỗ trợ Lực lượng đặc nhiệm Indonesia trong chiến dịch giải cứu con tin ở Irian Jaya năm 1996.
Barlow là diễn giả chính trong quá trình thành lập lực lượng phản ứng nhanh của Quân đội Anh. Ông cũng đã gửi một báo cáo về vai trò của PMC tới Bộ Quốc phòng Hoa Kỳ tại Washington.
Barlow công khai tuyên bố rằng ông ủng hộ dự luật quản lý các PMC, và Executive Outcomes cũng đã cung cấp một số hướng dẫn cho chính phủ Nam Phi trong quá trình xây dựng dự luật quản lý nhóm công ty này.
Executive Outcomes là một trong những công ty quân sự tư nhân đầu tiên được chính phủ Nam Phi cấp giấy phép hoạt động hợp pháp tại nước này.
Barlow được bổ nhiệm làm Chủ tịch của STTEP International vào năm 2009.  Năm 2014, cựu Tổng thống Goodluck Jonathan của Nigeria đã thuê STTEP để cung cấp đào tạo và chiến thuật cho Quân đội Nigeria để chống lại tổ chức khủng bố Boko Haram .  Qua trình huấn luyện đã cho thấy sự tiến triển khi lực lượng Nigeria bắt đầu giành lại lãnh thổ mà Boko Harem mới chiếm đóng.   STTEP đã cung cấp thông tin cảnh báo cho Tổng thống tiếp theo, Muhammadu Buhari, bao gồm "nhiều cảnh báo tình báo, bao gồm những tác động của việc không cho phép 72 MSF tiêu diệt BH ở tỉnh Borno; các kế hoạch của Boko Harem nhằm tái vũ trang và leo thang các hoạt động của chúng; những tác động lan tỏa trong khu vực và đến lực lượng vũ trang; v.v.". Luận điệu được Tổng thống Buhari đưa ra sau đó là Boko Harem đã bị đánh bại hoàn toàn. Vào ngày 18 tháng 11 năm 2015, Tiểu đoàn đặc nhiệm 157 của Quân đội Nigeria bị tấn công, khiến ít nhất 44 binh sĩ thiệt mạng. 
Vào ngày 30 tháng 9 năm 2020, Eeben Barlow từ chức chủ tịch STTEP. 

## Sách
- Executive Outcome: Against All Odds (2010)
- Composite Warfare: The Conduct of Successful Ground Force Operations in Africa (2019)
- Cuộc chiến giành Châu Phi: Xung đột, Tội phạm, Tham nhũng và Lợi ích nước ngoài (2020) [15]
- Human Intelligence: Supporting Composite Warfare Operations in Africa (2023)